# Charles Pasqua
Charles Pasqua (ur. 18 kwietnia 1927 w Grasse, zm. 29 czerwca 2015 w Suresnes) – francuski polityk, senator, dwukrotnie minister, były eurodeputowany.

## Życiorys
Jego dziadek był korsykańskim pasterzem z Casevecchie. Syn André Pasqua (policjanta w Grasse) oraz Françoise Rinaldi. Charles Pasqua był żonaty z Jeanne, miał jednego syna.
W okresie II wojny światowej zaangażował się w działalność francuskiego ruchu oporu. Ukończył licencjackie studia prawnicze, pracował przez lata jako przedsiębiorca. W drugiej połowie lat 40. zaangażował się w działalność organizacji gaullistowskich. Działał w Unii Demokratów na rzecz Republiki, a po jej rozwiązaniu został członkiem Zgromadzenia na rzecz Republiki. W latach 1968–1973 sprawował mandat posła do Zgromadzenia Narodowego. W okresach 1970–1976 i 1988–2004 zasiadał w radzie generalnej departamentu Hauts-de-Seine (był m.in. jej przewodniczącym). Od 1983 do 2001 był radnym miejskim w Neuilly-sur-Seine.
W latach 1977–1986, 1988–1993 i 1995–1999 pełnił funkcję senatora. Dwukrotnie wchodził w skład rządu. Od 20 marca 1986 do 12 maja 1988 był ministrem spraw wewnętrznych w drugim gabinecie Jacques’a Chiraca. Od 30 marca 1993 do 18 maja 1995 ponownie pełnił tę funkcję (w randze ministra stanu) w rządzie Édouarda Balladura. W związku ze swoją działalnością na tych stanowiskach stał się podejrzanym w kilku sprawach karnych. W 2004 zarzucono mu przyjęcie 12 mln baryłek ropy naftowej w zamian za publiczne wspieranie reżimu Saddama Husajna. W 2008 rozpoczął się proces, w którym Charles Pasqua oraz ponad 40 innych przedsiębiorców i polityków (w tym syn byłego prezydenta François Mitterranda) zostali oskarżeni o korupcję i udział w procederze nielegalnego dostarczania broni do Angoli.
W 1998 opuścił RPR, zarzucając jego liderom odejście od idei gaullistowskich. Powołał własną partię pod nazwą Zgromadzenie na rzecz Francji, która w 1999 w sojuszu z MPF zajęła drugie miejsce w wyborach do Parlamentu Europejskiego. Charles Pasqua sprawował mandat eurodeputowanego w okresie 1999–2004. Był przewodniczącym grupy Unii na rzecz Europy Narodów.
Zadeklarował swój start w wyborach prezydenckich w 2002, jednak nie zdołał zarejestrować swojej kandydatury. Jego zmarginalizowane ugrupowanie nawiązało współpracę z Unią na rzecz Ruchu Ludowego, a po porażce w wyborach do PE w 2004, praktycznie zaprzestało aktywnej działalności. Charles Pasqua w tym samym roku z poparciem UMP został ponownie wybrany do Senatu.